# Манафова, Ольга Агакеримовна

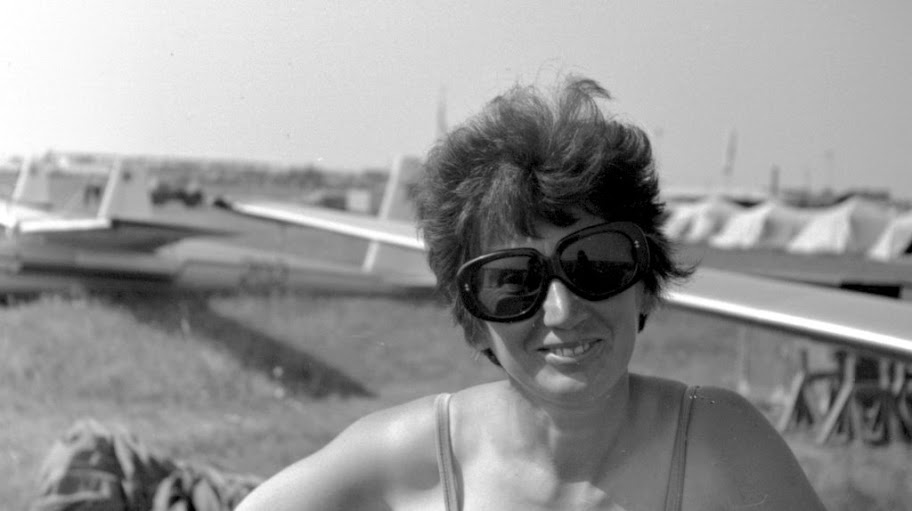
Аэродром Плавск, 1970 г.

Ольга Агакеримовна Манафова (род. 16 марта 1941, РСФСР) — советская спортсменка, мастер спорта СССР международного класса по планеризму. Поставила мировые рекорды на дальность и скорость полетов на планере. Судья международной категории.

## Биография
Ольга Манафова родилась в Москве 16 марта 1941 года.
Отец — А. А. Манафов, родился в 1909 году в Баку, азербайджанец. Художник, работал мультипликатором в объединении Союзмультфильм. Участвовал в ВОВ в звании Младший лейтенант. В августе 1941 года попал в плен и до конца войны находился в немецких концентрационных лагерях. В 1946 году интернирован в СССР, в 1948 году (предположительно по доносу коллег) был арестован и осужден на 10 лет по 58 статье УК РСФСР (Контрреволюционная деятельность). Во время следствия содержался на Лубянке, после отбывал заключение во Владимире (Владимирский централ), в Воркуте (работал на угольных шахтах) и Тайшете. Освобожден досрочно в 1954 году, реабилитирован, как незаконно осужденный.
Мать — З. А. Быкова, русская. Работала в объединении Союзмультфильм. Член КПСС, не отреклась от мужа, несмотря на давление партии.

### Образование и трудовая деятельность
В молодости работала токарем на заводе.
Окончила Московский инженерно-физический институт (МИФИ).
После окончания спортивной карьеры работала:
- Оператором ЭВМ и программистом в Главном вычислительном центре речного Флота СССР
- Программистом в кооперативе ЭЛЕКС.

В 1990-х годах вышла на пенсию.

## Планеризм и авиация
Мастер спорта международного класса СССР и судья международной категории по планерному спорту.
Победитель многих соревнований, в том числе:
- 1966 год — Абсолютный чемпион, в личном первенстве, 28-х Всесоюзных соревнований по планерному спорту[2].
- 1966 год — Победитель международных соревнованиях планеристов социалистических стран в городе Орёл, среди женщин, в стандартном классе[3].

Установила несколько рекордов:
- 14 июня 1964 — Мировой рекорд скорости на треугольнике в 300 км.: 74,3 км/ч на планере КАИ-19
- 19 мая 1966 — Всесоюзный рекорд скорости на треугольнике в 300 км.: 67,4 км/ч на планере А-15
- 1 сентября 1967 — Мировой рекорд скорости на треугольнике в 100 км.: 78,0 км/ч на планере КАИ-19
- Всесоюзный женский рекорд дальности полета на двухместном планере — более 490 км[4].

Пилотировала различные типы спортивных планёров (кроме перечисленных выше, пластиковые "Фебусы" из ФРГ, "Фоке-5" из Польши), самолётов и вертолётов.
Случались и технические проблемы. В 1971 году советские планеристы выезжали на международные соревнования в Венгрию, где:

"Манафовой на этот раз не повезло. В первый день в воздухе у неё отказал фотоаппарат, и она не смогла сделать снимки поворотных пунктов, как результат — полет её не засчитали. В итоге — пятое место".
Кроме того, О. А. Манафова совершила 7 тренировочных прыжков с парашютом.
В 2000-х годах вернулась в планеризм. В 2005 году участвовала в чемпионате Европы по планерному спорту и приняла участие в уникальном полете - розыгрыше скоростного упражнения на дистанции 1011 км. Это максимально длинная дистанция, когда-либо предложенная спортсменам в рамках каких-либо соревнований. Из 22 экипажей преодолеть её смогли только 13. Это тоже своеобразный рекорд. Никогда и нигде одновременно 13 человек не проходили такой длинный маршрут одновременно.

## Семья
Имеет двух дочерей и двух сыновей.